# Schismatoglottis maelii
Schismatoglottis maelii är en kallaväxtart som beskrevs av Peter Charles Boyce och S.Y.Wong. Schismatoglottis maelii ingår i släktet Schismatoglottis och familjen kallaväxter. Inga underarter finns listade.